# کاج (قم)
کاج، روستایی است از توابع بخش مرکزی شهرستان قم در استان قم ایران است.

## جمعیت
این روستا در دهستان قمرود قرار دارد و براساس سرشماری مرکز آمار ایران در سال ۱۳۸۵، جمعیت آن ۲۰۰ نفر (۵۰خانوار) بوده‌است.